# Sarraltroff
 Sarraltrof  es una comuna y población de Francia, en la región de Lorena, departamento de Mosela, en el distrito de Sarrebourg y cantón de Fénétrange.
Su población en el censo de 1999 era de 794 habitantes.
Está integrada en la Communauté de communes de l'agglomération de Sarrebourg .

## Demografía
| 583 | 602 | 713 | 752 | 799 | 794 |
| Para los censos de 1962 a 1999 la población legal corresponde a la población sin duplicidades (Fuente: INSEE [Consultar]) |     |     |     |     |     |